# Міжнародний союз молоді
Міжнародний Союз Молоді — це об'єднання організацій з освіти, культури та спорту в Празі в Чехії, зареєстроване в Міністерстві юстиції Чеської Республіки.
Асоціація була створена із спільноти студентів Вищої школи економіки в Празі, Чеського технічного університету в Празі та Чеського аграрного університету та реалізує соціально важливі проекти, які сприяють співпраці та розвитку молоді в галузі культури, освіти та спорту. Союз має міжнародну акредитацію ICEF та спрямований на підтримку культурної, спортивної та наукової діяльності молоді в Чехії, Росії, Україні та Казахстані.
Основними напрямками діяльності асоціації є: розвиток та підтримка культурної, спортивної, наукової, робочої, соціальної, професійної та іншої діяльності молоді. Захист та просування прав та інтересів молоді в Чехії та за кордоном. Розвиток міжнародної співпраці, підвищення рівня професійних та мовних навичок молоді та якості послуг, що надаються освітніми організаціями.

## Історія виникнення та розвитку
Міжнародний союз молоді був заснований у 2007 році в Чехії в Празі.
МСМ займався організацією навчального процесу для тих, хто хоче вивчати іноземні мови, проводив спортивні заходів для студентів та закордонні стажування, спортивні та культурні програми під час учбового процесу.

Підтвердження участі «Revel club de dailoa» у турнірі MSM

У 2011 році в Празі була заснована Міжнародна футбольна академія МСМ на базі футбольного клубу «Спарта Прага» — тренувальні програми розроблялися разом з федераціями футболу в Празі, Москві та Києві. Чеські тренери Мартін Фрідек та Єва Ганякова співпрацюють з МСМ. У союзу також є своя міжнародна футбольна команда, яка зареєстрована в Чеській футбольній асоціації.
У 2012 році у Києві було відкрито філію.
19 березня 2013 року МСМ підписала угоду про співпрацю з Київською федерацією футболу, метою якої є робота у сфері молодіжної роботи та встановлення дружніх відносин між київськими футбольними центрами та Чехією. Сторони погодилися допомагати молодим гравцям у майбутньому та обмінюватися спортивними техніками та організаційним досвідом.

Співпраця Футбольної асоціації Чехії з МСМ

Липень — серпень 2013 р. — МСМ проводив товариські матчі з ФФК (Київська федерація футболу), відвідуючи делегацію ФФК та київських футбольних гравців до Праги, щоб ознайомитись з роботою Чеської федерації футболу.
6 березня 2014 року в Москві було відкрито відділення МСМ, а в Празі була створена Міжнародна літня школа КВН. Програма створена у співпраці з телекомпанією «АМІК» та посольствами Росії, України та Казахстану.
У 2015 році була заснована Міжнародна академія тенісу МСМ, де як пренери працюють Карел Жилек, тренер ТК «Спарта», срібний призер у парному розряді на чемпіонаті Чехії 2002 року; Івона Брозова, срібна медалістка ІТФ до 18 років, чемпіонка Праги з парних пар у 2012 році; Даніель Макко.
13 жовтня 2015 р. — підписання угоди про співпрацю між Московською федерацією футболу та Міжнародним союзом молоді у Празі. Мета співпраці — дати можливість молодому поколінню будувати футбольну кар'єру в Європі.
У вересні 2016 року було відкрито філію в Санкт-Петербурзі.
12 березня 2016 року — МСМ організував міжнародний студентський бал у будівлі палацу Жофін у Празі, де Сергій Жуков співак російського гурту«Руки Вверх!». 12 березня відбувся Міжнародний ярмарок освіти, на якому були представлені всесвітньо відомі університети, їх навчальні програми та стажування, інформація про гранти, стипендії та інші освітні можливості за кордоном.
У 2017 році в межах III. Міжнародної Олімпіади «Покоління МСМ: Покоління, орієнтоване на майбутнє!» МСМ проводили виїзне тестування студентів у 30 навчальних закладах Москви. В якості премії МСМ надала благодійну подорож до Великої Британії в Університеті Королівський Голлоуей в Лондоні. До Олімпіади також були залучені добровольці.
З 2018 року МСМ відкриває в Празі літню школу бойових мистецтв, де лекції читає Владимир Ідрані, дворазовий чемпіон Європи, чеський майстер змішаних єдиноборств, тренер та викладач бойових мистецтв другого класу. Того ж року було відкрито Літню академію танцю.
У лютому 2019 року в Росії відбувся IV. Міжнародний методичний день (ММД) за підтримки Міністерства освіти і науки Російської Федерації з проектом «Школи нових технологій», метою якого був обмін професійним досвідом між викладачами з методики та управління навчальними закладами.

## Соціальна діяльність
МСМ організовує такі соціальні проекти:
- Міжнародна англійська Олімпіада організована для російських учнів 8-11 класів;
- створення простору для обміну досвідом, презентації освітніх продуктів та вдосконалення методів та програм викладання іноземних мов;
- організація товариських футбольних матчів;
- консультування, організоване для російських учнів 8-11 класів;
- організація відкритих майстерень для студентів;

Британська рада в Чехії підтверджує співпрацю з МСМ

Lázně Teplice — співпраця з MSM

- безкоштовні карієроорієнтовні консультації, консультування щодо освіти за кордоном та безкоштовні мовні курси з носіями мови; Lázně Teplice — spolupráce s MSM Lázně Teplice — співпраця з MSM Професійна підготовка вчителів з профорієнтації для вдосконалення навичок викладачів у мотивації учнів до навчання.

Як засновник міжнародних змагань, МСМ прагне розвинути творче мислення учнів, ознайомити учасників з вимогами міжнародних стандартизованих тестів з англійської мови та створити позитивне ставлення та ентузіазм щодо вивчання іноземних мов. Олімпіаду підтримують:
- Державні університети Чехії: Чеський технічний університет та Чеський агротехнічний університет;
- TOEFL, TOEIC — творці ETS Global у Сполучених Штатах;
- проект Міністерства освіти і науки Російської Федерації — «Школа нових технологій»;
- дослідницька група «Атлас нових професій»;
- Центр експертних консультацій Санкт-Петербурга «Школа майбутніх президентів»;
- центр кар'єрного консультування в Москві, ТАК «Кар'єрний дизайн»;
- «Swiss Education Group» у Швейцарії;
- «Kings Education» у Великій Британії.

## Проекти
Основна мета асоціації — розвиток та підтримка культурної, спортивної, наукової, робочої, соціальної, професійної та іншої діяльності молоді та захист та просування прав та інтересів молоді в Чехії та за її межами. МСМ надає всебічну консультаційну та адаптаційну допомогу молодим людям з різних країн під час міжнародних освітніх програм та стажувань у Чехії.